# Lijst van afleveringen van Nashville

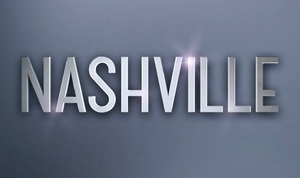
Logo van de muzikale dramaserie

Hieronder volgt een lijst van afleveringen van de Amerikaanse muzikale dramaserie Nashville. De serie telt momenteel  een enkel seizoen. De serie ging in première op 10 oktober 2012 in de Verenigde Staten.

## Overzicht
| Seizoen | Aantal afleveringen | Uitgezonden Verenigde Staten |  |
| ------- | ------------------- | ---------------------------- |  |
| 1       | 22                  | 10 oktober 2012 – 2013       |  |

## Seizoen 1: 2012
| Serie # | Titel                                           | Regie               | Script               | Uitzenddatum     | Productiecode |
| --- | ----------------------------------------------- | ------------------- | -------------------- | ---------------- | ------------- |
| 1 (1-01) | Pilot                                           | R.J. Cutler         | Callie Khouri        | 10 oktober 2012  | 101           |
| Rayna James is een beroemde country-zangeres, waarvan de verkoop van haar concert niet zo snel gaat als ze dacht. Om geld te besparen wil haar platenmaatschappij dat ze de openingsact van de opkomende countryzangeres Juliette Barnes wordt. Rayna moet kiezen, wanneer ze het niet doet moet ze het platenlabel verlaten. Juliette wordt constant gebeld door haar moeder, die geld wil omdat ze drugsverslaafd is. Juliette neemt drie nummers voor haar album op, die Rayna heeft afgewezen. Rayna wil de nummers terug, maar dan is het al te laat. |                                                 |                     |                      |                  |               |
| 2 (1-02) | I Can't Help It (If I'm Still In Love With You) | R.J. Cutler         | Callie Khouri        | 17 oktober 2012  | 102           |
| Teddy blijft campagne voeren voor het burgemeesterschap terwijl Rayna wordt geconfronteerd met een onderzoek dat familiegeheimen onthult. Juliette voelt zich verraden wanneer ze Deacon ziet werken met Rayna. Scarlett moet een keuze maken tussen haar droom en haar relatie met Avery. |                                                 |                     |                      |                  |               |
| 3 (1-03) | Someday You'll Call My Name                     | Michael Engler      | Liz Tigelaar         | 24 oktober 2012  | 103           |
| Rayna komt erachter dat haar gezin een geldprobleem heeft. Juliette vraagt Deacon of hij met haar wil toeren en schrijven voor haar nieuwe album. Juliettes moeder komt naar Nashville. Ze wil echter niet dat ze bij haar intrekt vanwege haar drugsgebruik. Uiteindelijk werd er besloten om haar moeder bij haar in het huis te plaatsen. Rayna begrijpt het probleem van haar vader, maar accepteert het niet. Scarlett zet een stap in haar carrière wanneer ze werkt aan haar demo samen met Gunnar.                                                 |                                                 |                     |                      |                  |               |
| 4 (1-04) | We Live In Two Different Worlds                 | Paul McCrane        | Todd Ellis Kessler   | 31 oktober 2012  | 104           |
| Rayna en Teddy's relatie wordt op de proef gesteld wanneer Rayna samen met Deacon optreedt op Teddy's campagne. Een vrouw uit het verleden van Teddy duikt op een heeft een geheim. Juliette probeert haar imago op te poetsen met een verschijning in Good Morning America waar ze wordt geïnterviewd door Robin Roberts. Gunnar komt in contact met de assistent van zijn uitgever, Hailey. |                                                 |                     |                      |                  |               |
| 5 (1-05) | Move It On Over                                 | Lesli Linka Glatter | David Marshall Grant | 7 november 2012  | 105           |
| Rayna is van mening dat Deacon eisen grenzen stelt tussen hun relatie. Juliette strijd tegen de drugsverslaving van haar moeder, Deacon biedt daarbij een helpende hand aan - wat leidt tot pijnlijke herinneringen uit zijn verleden. Teddy is bang dat zijn campagne gaat mislukken vanwege zijn verleden met Peggy en zijn vroegere financiële problemen. De spanning tussen Avery en Gunnar bereikt zijn kookpunt waardoor Scarlett beseft dat ze haar droom moet waarmaken.                                                                           |                                                 |                     |                      |                  |               |
| 6 (1-06) | You're Gonna Change (Or I'm Gonna Leave)        |                     |                      | 14 november 2012 | 106           |
| Rayna wil het geluid van haar muziek veranderen en zoekt hulp van een zeer succesvolle muziekproducent, Liam McGuinnis. Juliette probeert de schade aan haar imago opnieuw te herstellen bij een wedstrijd van NFL. De relatie tussen Scarlett en Avery begint elkaar te botsen. Lamar bedenkt een plan om Coleman te vertragen door de hulp in te schakelen van de politie. De kandidaten voor het burgemeesterschap hebben een zeer belangrijke fotosessie.                                                                                              |                                                 |                     |                      |                  |               |
| 7 (1-07) | Lovesick Blues                                  |                     |                      | 28 november 2012 | 107           |
| |                                                 |                     |                      |                  |               |
| 8 (1-08) | Where He Leads Me                               |                     |                      | 5 december 2012  | 108           |
| |                                                 |                     |                      |                  |               |